# Анкудинова, Диана Дмитриевна
Диа́на Дми́триевна Анкуди́нова (род. 31 мая 2003, Арсеньев, Приморский край, Россия) — российская певица, автор-исполнитель.
Начало её карьеры было связано с победой в двух сезонах подряд шоу «Ты супер!», шоу-конкурса талантов в российской сети НТВ для детей, которые остались без попечения родителей.
Выступления Дианы Анкудиновой размещались на сайте НТВ и на YouTube-канале телекомпании. Диана Анкудинова поёт в основном на русском, английском и французском языках. Она также пела на других языках, включая испанский, немецкий и арабский.
Победитель 3 сезона шоу «Аватар» на канале НТВ.

## Биография
Диана Анкудинова родилась в проблемной семье, в результате чего органы опеки и попечительства определили её в детский дом в возрасте 3,5 лет. В 5 лет Диана обрела приёмную семью: Ирина и Дмитрий Поник оформили опеку над девочкой.
Друг семьи Александр Николаевич Варнамов, руководитель духового оркестра в городе Арсеньев, обратил внимание на её неординарный голос и идеальный слух. Он предсказал Диане большое будущее как певице.
Диана занималась в вокально-хореографической школе и в вокальном коллективе. Участвовала в многочисленных конкурсах и фестивалях.
В 2012 году семья Дианы переехала в город Тольятти Самарской области, где Диана окончила музыкальную школу по классу фортепиано, занималась в театральной студии Дмитрия Марфина и в Образцовой вокальной студии «Мелодия» при Детском Доме культуры, участвовала в музыкальных театральных постановках, а также, представляла город Тольятти и Самарскую область в региональных и международных вокальных конкурсах и фестивалях.
В 2018 году, после победы Дианы Анкудиновой во втором сезоне телевизионного проекта «Ты супер!» на канале НТВ, председатель жюри Игорь Яковлевич Крутой подарил Диане квартиру в Москве, чтобы она могла продолжать обучение и развивать свой талант.
Диана с семьёй переехала в Москву и в сентябре 2020 года поступила на заочное отделение факультета эстрады Российского института театрального искусства ГИТИС.
Диана ведёт активную концертную деятельность, выпустила несколько синглов и записала сольный альбом под названием «Д.А.». Помимо вокала, Диана увлекается рисованием, посещает театральный кружок, пишет стихи и песни. Не замужем, детей нет.
В 2023 году приняла участие в 4 сезоне шоу «Маска» на НТВ в образе Горностая. В девятом выпуске, вышедшем в эфир 9 апреля 2023 года, маска Горностая была разоблачена.
Осенью 2024 года приняла участие в 3 сезоне шоу «Аватар» на НТВ в образе Жар-птицы. В финале 3 сезона, вышедшем в эфир 29 декабря 2024 года, аватар был разоблачён и поскольку никто из членов жюри не угадал её, она стала победительницей третьего сезона шоу «Аватар».

### Семья
- Приёмная мать — Ирина Поник (р. 13.04.1962)
- Приёмный отец — Дмитрий (ум. 2020)

## Музыкальная карьера

### Начало карьеры
В 5 лет Диана начала заниматься в вокальном коллективе «Жемчужинки» под руководством Елены Анатольевны Казанцевой в Доме культуры «Прогресс», где девочка пела сольно, в дуэте и в трио. Занимаясь в этом коллективе, Диана участвовала во многих вокальных конкурсах и принесла городу Арсеньев много побед.
Одной из наград Дианы Анкудиновой стала золотая медаль на II Международном фестивале-конкурсе юных артистов «Планета Детства» в составе дуэта «Малинки» с Дианой Кузьминой в Харбине (Китай) в 2011 году.
В городе Арсеньев Диана также занималась в вокально-хореографической школе «Элеганс» под руководством Анны Пехтеревой.
В 2012 году Диана вместе с семьей переехала в Тольятти и продолжила творческую карьеру в театральной студии Дмитрия Марфина (мюзиклы «Том Сойер и его друзья», «Вовка в джазовом царстве», «Серебряное копытце», «Новые приключения Электроника» и другие) и в Образцовой вокальной студии «Мелодия»  Тольяттинского Дома культуры под руководством педагога Вовк Светланы Ивановны, с которой было пройдено более 50 вокальных конкурсов, принесших коллективу Дианы высокие награды.
Диана исполнила одну из главных ролей в мюзикле «Теремок» с Русским оркестром Тольяттинской филармонии в ноябре 2014 года, роль Бекки Тэтчер в джазовом мюзикле «Том Сойер и его друзья», кошку Мурёнку в детской опере «Серебряное копытце» в Тольяттинской филармонии, играла в мюзиклах «Вовка в джазовом королевстве» и «Новые приключения Электроника», приняла участие в мюзикле «В гостях у сказки».
В Тольятти Диана успешно окончила музыкальную школу по классу фортепиано с педагогом Бурмутаевой Ольгой Геннадьевной.

### Награды и дипломы
- 2009 год — 1-е место городского фестиваля патриотической песни «Давай за жизнь!» в составе вокального дуэта «Малинки»;
- 2010 год — Дипломант-соло 15-го областного конкурса вокалистов «Голоса Приморья» и Лауреат 1-й степени в составе вокального дуэта «Малинки»[14];
- 2011 год — Золотая медаль в номинации «Эстрадный вокал» в г. Харбине в Китае в составе дуэта «Малинки» на Втором Международном фестивале-конкурсе молодых исполнителей «Планета детства»;
- 2012 год — Участвовала во втором Суперфинале Международного проекта «Салют талантов» в Москве и стала лауреатом суперфинала;
- 2013 год — Обладатель Гран-при областного конкурса детского и юношеского творчества «Доброе сердце» на фестивале «Берегиня» в номинации «Солисты — эстрадный вокал»;
- 2014 год — Стала Серебряным голосом Всероссийского конкурса-фестиваля «Таланты волжского края»;
- 2017 год — Диплом лауреата 1-й степени, полуфиналиста Международного конкурса детского и юношеского творчества «Арт-Премия» при поддержке Совета Федерации Федерального Собрания Российской Федерации, Администрации Президента Российской Федерации, Министерства образования Российской Федерации и Правительства Москвы города Москвы.
- 2017 год — Гран-при в номинации эстрадный вокал в категории 13-16 лет Международный конкурс-фестиваль детского и юношеского творчества «Московское время» в г. Москва;
- 2017 год — Золотая медаль XVI Всероссийских молодёжных Дельфийских игр в номинации «Эстрадное пение» (первое место среди 39 участников)[18];
- 2017 год — Обладатель специального диплома за творческую индивидуальность на XII Дельфийских играх стран СНГ (номинация «Эстрадное пение»)[19];
- 2017 год — Гран-при на III Международном фестивале-конкурсе детского, юношеского и взрослого творчества «ЗИМНИЕ ЗАРИСОВКИ»;
- 2018 год — Победитель второго сезона телевизионного вокального проекта «Ты супер!» на канале НТВ;
- 2018 год — Обладатель приза зрительских симпатий X Международного конкурса-фестиваля популярной музыки «Детская Новая волна»;
- 2018 год — Лауреат премии «Люди города — 2018» г. Тольятти в номинации «Человек-талант»;
- 2018 год — Лауреат ЗОЛОТОЙ КНИГИ «Имена молодых дарований Самарской области в сфере искусства» в категории «Музыкальное искусство. Эстрадное пение»;
- 2019 год — Обладатель Гран-при вокального проекта «Ты супер! Суперсезон» на канале НТВ;
- 2021 год — Победитель телевизионного музыкального шоу «Шоумаскгоон»;
- 2022 год — Золотой статус за альбом «Д.А.»(2021)[20] от музыкального лейбла STARSTONE MUSIC.
- 2023 год — Участие в 4 сезоне шоу «Маска» на НТВ в образе Горностая. Продержалась до девятого выпуска.
- 2024 год — Победитель 3 сезона шоу «Аватар» на канале НТВ.

### 2017 год:Голос: дети России
В конце 2016 года Диана Анкудинова прошла предварительные прослушивания в шоу Голос Дети. Она выступила на слепых прослушиваниях шоу, которое транслировалось по телевидению 17 февраля 2017 года. Диана спела песню «Jodel Time», первоначально исполненную швейцарской группой Oesch’s die Dritten.
Несмотря на восторженную реакцию зрителей в зале, никто из судей не выбрал Диану, и ей пришлось покинуть проект. Однако судьи были поражены выступлением девочки, и перед тем, как Диана покинула сцену, попросили её спеть ещё одну песню. Диана исполнила часть песни Эдит Пиаф «Non Je Ne Regrette Rien» на французском языке. Песню Диана исполняла а капелла.
После своего выступления на российском телевизионном шоу «Голос. Дети» Диана завоевала такую популярность у публики, что стала первым участником проектов «Голос», набравшим более миллиона просмотров на YouTube после неудачной попытки пройти первые слепые прослушивания по телевидению в шоу.

### 2018—2019 годы: «Ты супер!»
«Ты супер!» — шоу-конкурс талантов на российском телеканале НТВ. В проекте участвуют дети, оставшиеся без попечения родителей. Конкурсантов оценивает жюри из четырёх человек, победителя финального выпуска выбирают зрители посредством SMS-голосования. Во всех выступлениях Дианы Анкудиновой все четыре члена жюри нажимали на свои кнопки.
Диана Анкудинова победила в сезоне 2018 года «Ты супер!», набрав 49 процентов зрительских голосов. Диана выиграла «суперсезон» 2019 года и стала обладательницей Гран-при.
Сразу после объявления победы Дианы в сезоне 2018 года «Ты супер!» один из членов жюри, народный артист России Игорь Крутой пообещал предоставить Диане квартиру в Москве, чтобы она могла продолжить своё музыкальное образование. Ключи от новой квартиры Диане передали 20 августа 2018 года.

### Выступления в программе «Ты супер!»
Сезон 2018 г.
| Дата трансляции               | Заголовок                        | Представление | Язык        | Авторы песен                     | Оригинальный исполнитель |
| ----------------------------- | -------------------------------- | ------------- | ----------- | -------------------------------- | ------------------------ |
| 10 февраля 2018 г.            | Dernière Danse                   |               | Французский | Indila                           | Indila                   |
| 14 апреля 2018 г.             | «It's a Man's Man's Man's World» |               | Английский  | Джеймс Браун и Бетти Джин Ньюсом | Джеймс Браун             |
| 12 мая 2018 г.                | «Реченька»                       |               | Русский     | Русская народная песня           |                          |
| 25 мая 2018 г. (Финал сезона) | «Tomorrow is a Lie»              |               | Английский  | Игорь Крутой и Лара Фабиан       | Лара Фабиан              |

Сезон 2019 г.
| Дата трансляции                    | Заголовок     | Представление | Язык       | Авторы песен                                | Оригинальный исполнитель |
| ---------------------------------- | ------------- | ------------- | ---------- | ------------------------------------------- | ------------------------ |
| 21 апреля 2019 г.                  | «Вьюга»       |               | Русский    | Филь Писарев (музыка), Егор Захаров (текст) | Григорий Лепс            |
| 12 мая 2019 г.                     | «Wicked Game» |               | Английский | Крис Исаак                                  | Крис Исаак               |
| 26 мая 2019 г. (Финал суперсезона) | «Human»       |               | Английский | Рори Грэм и Джейми Хартман                  | Rag’n’Bone Man           |

### После «Ты супер!»
Диана Анкудинова приняла участие в Международном конкурсе молодых исполнителей эстрадной музыки в Артеке «Детская Новая волна» (2018), где получила приз зрительских симпатий.
Она дала ряд сольных концертов в России, а также выступила в нескольких соседних странах, таких как Эстония, Казахстан и Таджикистан.
18 октября 2019 года Брэд Куни (США) опубликовал подкаст-интервью с Дианой Анкудиновой. Диана дала ещё одно интервью с тренером по вокалу Эмре Юселеном из Турции, которое было опубликовано на YouTube 24 августа 2019 года.
23 января 2020 года в Москве в бард-клубе «Гнездо глухаря» состоялась презентация первого сингла Дианы Анкудиновой. В него вошли песни «Голосом твоим», «В твоём городе», «Как ты там» и «На волнах судьбы».
10 сентября 2020 года вышел клип на песню «В небо».
В сентябре 2020 года она была принята студенткой в Российский институт театрального искусства (ГИТИС).
4 октября 2020 года Диана выступила в качестве приглашённой звезды 4-го сезона программы «Ты супер!» с песней «В небо».
12 октября 2020 года в Москве скончалась педагог по вокалу Дианы — Ольга Донская. В конце 2020 года умер приёмный отец Дианы.
В декабре 2020 года Диана решила попытаться профинансировать свой первый полноформатный музыкальный альбом на компакт-диске через краудфандинг с помощью российского краудфандингового веб-сайта Boomstarter.

### 2021 год: «Шоумаскгоон» и «D.A»
26 марта 2021 года вышел официальный клип на песню «Счастье».
Диана Анкудинова начала участвовать в Шоумаскгоон на канале НТВ в первом еженедельном выпуске 25 сентября 2021 года. Это был еженедельный телевизионный вокальный конкурс из девяти эпизодов среди девяти профессионалов, финал которого был запланирован на 20 ноября 2021 года. Это финальное шоу завершилось тем, что Диана Анкудинова была объявлена абсолютной победительницей серии из девяти программ.

### Выступления на «Шоумаскгоон»
| Дата трансляции                    | Заголовок                    | Представление | Категория                              | Язык       | Авторы песен                                                                                | Оригинальный исполнитель |
| ---------------------------------- | ---------------------------- | ------------- | -------------------------------------- | ---------- | ------------------------------------------------------------------------------------------- | --- |
| 25 сентября 2021 года              | «Can’t Help Falling in Love» |               | Песни победителей и лауреатов «Грэмми» | Английский | Хьюго Перетти, Луиджи Креаторе, Джордж Дэвид Вайс                                           | Элвис Пресли (1961) |
| 2 октября 2021 года                | «Мама, я танцую»             |               | Новая музыка                           | Русский    | Мария Зайцева и Мария Шейх                                                                  | #2Маши (2018) |
| 9 октября 2021 года                | «Ой, то не вечер»            |               | Народный хит                           | Русский    | Русская народная песня                                                                      | |
| 16 октября 2021 года               | «Twist in My Sobriety»       |               | Песня конца XX века                    | Английский | Танита Тикарам                                                                              | Танита Тикарам (1988) |
| 23 октября 2021 года               | «Путь»                       |               | Рок-хит                                | Русский    | Сергей Савватеев                                                                            | Ольга Кормухина (2010) |
| 30 октября 2021 года               | «Помоги мне»                 |               | Песня из кино и мультфильмов           | Русский    | Александр Зацепин (музыка) и Леонид Дербенёв (слова) из фильма «Бриллиантовая рука»         | Аида Ведищева (за кадром) в фильме «Бриллиантовая рука» (1969), Наташа Королёва в проекте «Старые песни о главном — 2» (1996) |
| 6 ноября 2021 года                 | «Ворона»                     |               | Поп-хит                                | Русский    | Максим Фадеев                                                                               | Линда (1996) |
| 13 ноября 2021 года                | «Маленький принц»            |               | Советская песня                        | Русский    | Микаэл Таривердиев (музыка) и Николай Добронравов (слова) из фильма «Пассажир с „Экватора“» | Елена Камбурова (1968) |
| 20 ноября 2021 года (финал сезона) | «Personal Jesus»             |               | Песня по-своему выбору                 | Английский | Мартин Гор                                                                                  | Depeche Mode (1989) |

7 декабря 2021 года на цифровых платформах состоялся релиз первого полноформатный студийный альбома «Д.А.» («D.A»), песни альбома были опубликованы и на официальном канале Дианы Анкудиновой . Альбом вышел под музыкальным лейблом Starstone Music. Музыкальным продюсером альбома стал певец и композитор Брэндон Стоун. В 2022 году альбом получил «золотой» статус.

### Песни на «Д.А.»
| Дорожка | Заглавие            | Представление | Авторы песен                   | Аранжировщик  |
| ------- | ------------------- | ------------- | ------------------------------ | ------------- |
| 1       | Счастье             |               | Мария Тарасенко, Брэндон Стоун |               |
| 2       | Мой камин           |               | Брэндон Стоун, Мария Тарасенко | Никита АуРино |
| 3       | На краю             |               | Брэндон Стоун, Мария Тарасенко | Никита АуРино |
| 4       | Ночь                |               | Брэндон Стоун, Мария Тарасенко | Никита АуРино |
| 5       | Ангел               |               | Брэндон Стоун, Мария Тарасенко | Никита АуРино |
| 6       | Хрупкий лёд         |               | Брэндон Стоун, Мария Тарасенко | Никита АуРино |
| 7       | Я Россией тебя зову |               | Брэндон Стоун, Мария Тарасенко | Никита АуРино |
| 8       | Дудук               |               | Брэндон Стоун, Мария Тарасенко |               |
| 9       | Родная              |               | Брэндон Стоун                  |               |

## Клипы
- 2016 — «Баллада о красках» (& Майя Егорова)
- 2018—2019[уточнить] — «Падает снег»
- 2020 — «Россия» (& Лариса Долина & Сергей Волчков)

«В небо»
- 2022 — «Огонёк»

«Откровение»
«С чистого листа»
- 2023 — «Так случилось, мужчины ушли»

«Зима без снега»
«Ромео и Джульетта»
«Полюшко-поле»
«Байкал»
- 2024 — «Перегорела»

«С чего начинается Родина»
«Good Girl»
«Горностай»
«Спасибо, прости»
«Ой, не плачь»
- 2025 — «Она здесь»

## Шоуграфия
- 2017 — «Голос. Дети» («Первый канал»)
- 2018 — «Ты Супер!» («НТВ»)
- 2019 — «Ты Супер!» («НТВ»)
- 2021 — «Шоумаскгоон» («НТВ»)
- 2022 — «Дуэты» («Россия-1»)
- 2023 — «Маска» («НТВ»)
- 2023 — «Art of Hans Zimmer» шоу («ВТБ Арена» в Москве и CК «Юбилейный» в Санкт-Петербурге)
- 2023 — «Дуэты» («Россия-1»)
- 2023 — «Новогодняя Маска» («НТВ»)
- 2024 — «Аватар» («НТВ»)

## Вокальный диапазон и стиль
Когда Анкудинова впервые привлекла к себе внимание в 2017 году, её диапазон измерялся от D3 до A5. По состоянию на сентябрь 2021 года её функциональный диапазон измерялся от C3 до B♭5. На декабрь 2023 года до D6.